# Gonjak
Gonjak is een bestuurslaag in het regentschap Centraal-Lombok van de provincie West-Nusa Tenggara, Indonesië. Gonjak telt 4242 inwoners (volkstelling 2010).